# 沈鼎科
沈鼎科（1605年—1645年），字鉉臣，號弈丘，常州府江阴县人。明朝政治人物。

## 生平
崇祯三年（1630年）庚午科應天府乡试舉人，四年（1631年）联捷辛未科进士。吏部观政，授建阳县知县。崇祯十年考选，与归善县知县陸自嶽互相訐揭，被降處。后任兵部职方司，顺治二年（1645）五月，清兵大举南下，闰六月初一日，江阴义民倡义守城，直到八月二十一日城陷，历时81天，给清兵以重大杀伤。江阴城破后，沈鼎科自缢殉国，其收敛尸体的棺木被清兵怀疑内藏金宝，破开后见是尸体，以斧断其头去。